# Росситер, Томас
Томас Росситер (англ. Thomas Prichard Rossiter; 1817 — 1871) — американский художник-портретист, также писал на исторические темы.

## Биография
Родился 29 сентября 1817 года в городе Нью-Хейвен, штат Коннектикут.
Первоначально живописи учился у американских художников John Boyd и Nathaniel Jocelyn.

T. P. Rossiter

В 1838 году выставил свои две картины в Национальной академии дизайна; в следующем году переехал в Нью-Йорк, где открыл собственную студию. В 1840 году путешествовал по Европе с художниками Ашером Дюраном, Джоном Кенсеттом и Джоном Касильером. Затем вместе с Томасом Коулом посетил Рим и решил остаться в Италии. В 1846 году Росситер вернулся в Нью-Йорк и делил художественную студию с Кенсеттом и Льюисом Лангом (англ. Louis Lang).
В 1849 году Томас Росситер был избран членом Национальной академии дизайна. В 1851 году женился на Anna Ehrick Parmly. Они в 1853 году путешествовали по Европе и обосновались в Париже, где Анна родила двойню — Ehrick и Charlotte. C 1853 по 1856 годы Росситер держал собственную студию в Париже; завоевав золотую медаль на Всемирной выставке 1855 года в Париже за картину Venice in the Fifteenth Century. Вскоре его жена умерла после рождения дочери Анны, и Томас с детьми вернулся в Нью-Йорк. В течение короткого периода времени он содержал здесь собственную картинную галерею, где выставлял свои работы и работы своих друзей.
В 1860 году художник во второй раз женился на Мэри Стерлинг и переехал с семьей в городок Cold Spring, штат Нью-Йорк, находящийся на реке Гудзон. Он сам спроектировал свой дом с видом на реку, который в настоящее время внесён в Национальный реестр исторических мест США. Росситер продолжал писать портреты, исторические и религиозные полотна; выставлялся в Национальной академии дизайна и Академии изящных искусств Пенсильвании до своей смерти 17 мая 1871 года.

## Труды
Картины Томаса Росситера находятся в частных коллекциях и музеях США, включая Нью-Бритенский музей американского искусства и Independence National Historical Park.

Некоторые работы
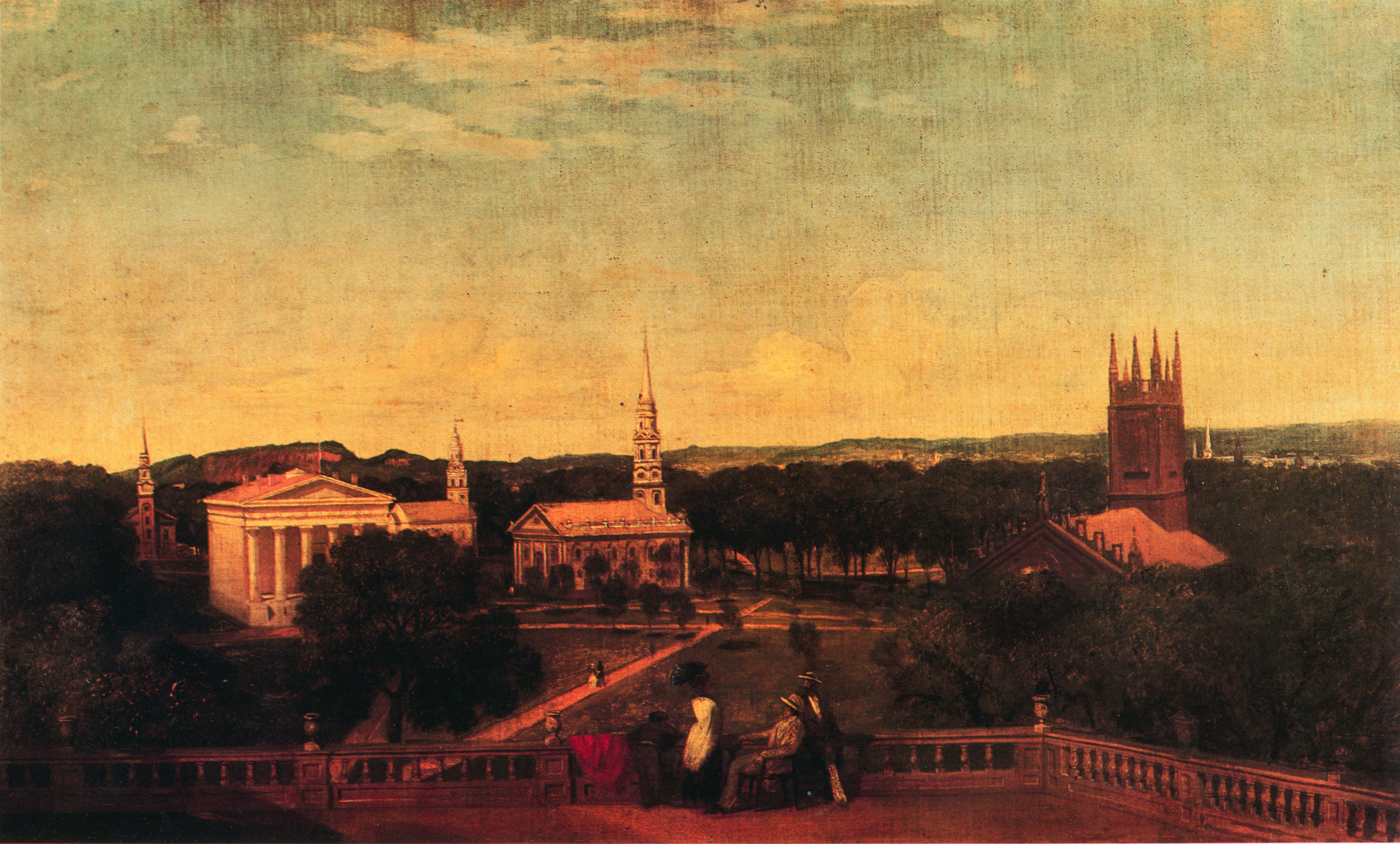
New Haven Green
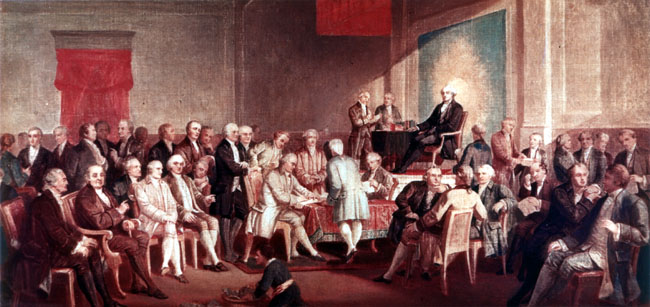
Signing of the Constitution
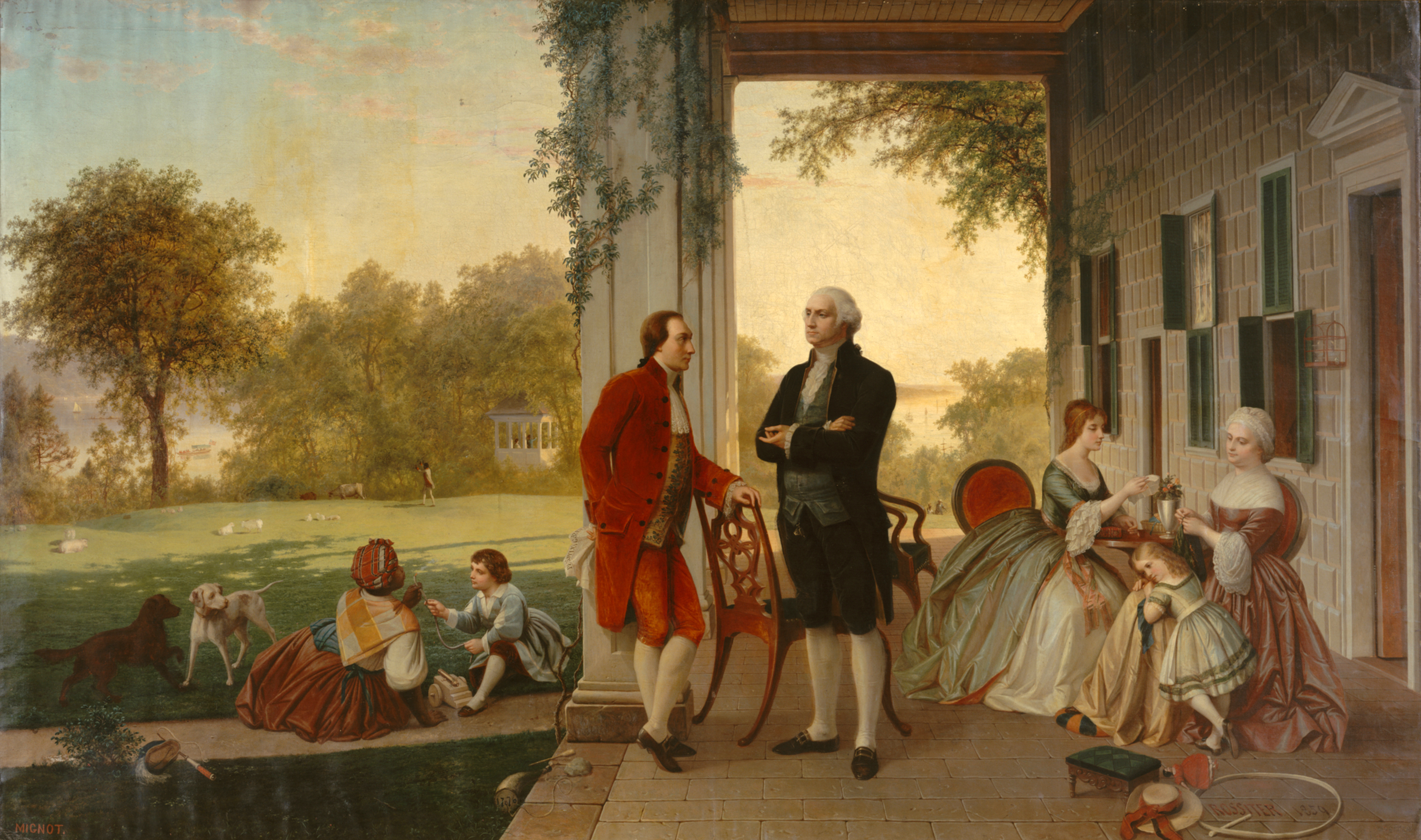
Washington and Lafayette at Mount Vernon